# Џефри Томас
Џефри Џеф Томас (енгл. Jeffrey "Jeff" Thomas; Њупорт, 18. мај 1949) је бивши велшки фудбалер који је имао врло кратку каријеру, свега 8 година. Такође је и играч који је од своје каријере играо за само један тим Њупорт Каунти за који је одиграо 209 утакмица. Играо је на позицији левог крила.